# Samsung Ativ Odyssey
ATIV Odyssey là thiết bị Windows Phone 8 sản xuất bởi Samsung. Nó được cung thấp thông qua Verizon Wireless.
Brian Bennett từ CNET mô tả nó là thiết bị: "Windows Phone 8 giá rẻ, nhưng cũng không có khác gì nhiều"